# Джаз трио
Джаз трио или Пиано трио е понятие в джаза, с което се обозначава група от един пианист, един контрабасист, и един барабанист. Обикновено се счита, че пианистът е лидерът на триото, и то носи името му. Примери за това са триото на Бил Евънс със Скот Лафаро (контрабас) и Пол Моушън (барабани), както и триото на Винс Гаралди с Фред Маршал и Джери Гранели.
Отивайки в Лос Анджелис, Нат Кинг Коул сформира трио от пиано, китара и контрабас през 1937. Този формат е използван от Арт Тейтъм, Ахмад Джамал, Винс Гаралди и Оскар Питърсън. Джамал, Гаралди и Питърсън водят свое трио в обичайния формат – пиано, контрабас и барабани.
Друг сравнително често срещан вариант е триото с орган, включващо електрически орган (най-вече Хамонд Бе Три), барабани, и електрическа китара. Контрабасът не участва, а органистът изпълнява бас китара с лявата си ръка (на клавиатура) или с крак (на бас педала). Органистите Джими Смит и Джак Макдъф, както и китаристът Уест Монтгомъри, използват този формат. Оригиналният състав на Тони Уилямс Лайтфтайм включва Уилямс (барабани), Джон Маклафлин (китара) и Лари Йънг (орган).
Други триота:
- Брад Мелдау Трио, включващо Брад Мелдау (пиано), Лари Гренадир (контрабас) и Джеф Балард (барабани)
- Бед Плюс – пианистът Итън Иверсон, контрабасистът Рийд Андерсън, и барабанистът Дейв Кинг. Известна е с оригиналните си интерпретации на рок класики.
- Оскар Питърсън, Оскар Петифорд и Джо Пас, известни с виртуозността си.

Американската група Медески, Мартин Енд Ууд работи като трио с орган, в което китаристът е заменен от контрабасист (Крис Ууд).